# Hanna Piaseczna-Czerniak
Hanna Piaseczna-Czerniak (ur. 28 marca 1978 w Zamościu) – polska aktorka. W 2002 ukończyła studia na wydziale aktorskim PWSFTviT w Łodzi.

## Filmografia
- 2014: Hitler w Operze, jako aktorka Teatru
- 2013: Prawo Agaty, jako Natalia, właścicielka kawiarni
- 2013: Pierwsza miłość, jako Ula
- 2013: Ojciec Mateusz
- 2010: Skrzydlate świnie
- 2009: Naznaczony, jako pielęgniarka (odc. 6 i 7)
- 2009: BrzydUla, jako recepcjonistka w hotelu
- 2008: Hela w opałach, jako kursantka (odc. 56)
- 2007: Hania, jako pielęgniarka
- 2006: Ład korporacyjny, jako klientka (U fryzjera, odc. 12)
- 2006-2007: Pogoda na piątek, jako Honorata Maliszewska (seria II)
- 2006: Królowie śródmieścia, jako kasjerka Agnieszka (odc. 1, 2 i 7)
- 2006: Job, czyli ostatnia szara komórka, jako blondynka
- 2005: Warszawa w Oda do radości, jako pielęgniarka
- 2004: Teraz ja, jako Monika
- 2004-2009: M jak miłość, jako koleżanka Kingi
- 2003: Plebania, jako Zosia (odc. 341)
- 2003-2007: NA Wspólnej, jako Magda
- 2003: Glina, jako kelnerka (odc. 4)
- 2003-2005: Czego się boją faceci, czyli seks w mniejszym mieście, jako Suzi, modelka „Blejtrama” (1 seria)
- 2002: Lokatorzy, jako Żywilla Musiał, dziewczyna Jacka (Nieudany zięć, odc. 107)
- 2002: Emulsja
- 2002: Wędkarstwo uspokaja, (Buła i spóła, odc.42)
- 2000-2001: Adam i Ewa, jako Anka, koleżanka Magdy i Czarka
- 1997-2007: Klan, jako Michalina, narzeczona Karola, pracownika firmy budowlanej „Lachman i Syn"